# Incentive
Incentive AB var ett investmentbolag grundat 1961 av Marcus Wallenberg med avsikt att investera i bolag som kunde omsätta nya forskningsresultat i industriell utveckling och produktion. Verksamheten som investmentbolag bedrevs i olika former i olika ägarkonstellationer fram till 1998, då verksamheten renodlades och namnet byttes till Gambro efter det helägda dotterbolaget vars verksamhet kom att leva vidare. År 2013 köptes Gambro av amerikanska Baxter International.

## Historik
Ett av de företag som tidigt förvärvades för att generera grundkapital till Incentive var maskinfirman Nilsons Maskin AB, med Tore Nilson som VD, son till Ernst Nilson. Företaget Nilsons Maskin AB hade bildats från bilfirman Ernst Nilsson AB i Stockholm med försäljning och service av Volvo personbilar som huvudsaklig verksamhet. Tore Nilsson blev VD för företaget 1946 och utökade företaget genom att förvärva agenturerna i Sverige för Caterpillar (USA) och Hyster  truckar. Nilsons Maskin AB slogs samman med AB Carl Engström. 
Andra tidiga investeringar var engagemang i andra investmentbolag med liknande inriktning med investeringar i Sverige och utomlands. Ett tidigt innehav var Hexagon. Bland andra bolag som passerade igenom var Garphytte bruk, Tour & Andersson och Orrefors glasbruk. Ägandet i Incentive förändrades också över tiden även om Wallenbergstiftelserna alltid hade stort inflytande. Lundbergs var under en tid en stor ägare. Asea kom så småningom att lägga ett bud på hela bolaget och köpte ut det från börsen. Efter renodling och försäljning av flera innehav åternoterades aktierna igen. 
År 1996 köpte bolaget upp det börsnoterade sjukvårdsteknikföretaget Gambro och bytte två år senare namn till Gambro och bytte också inriktning. Gambro köptes under 2000-talet i sin tur ut från börsen, styckades och åternoterades på börsen. 